# Copilul din Taung

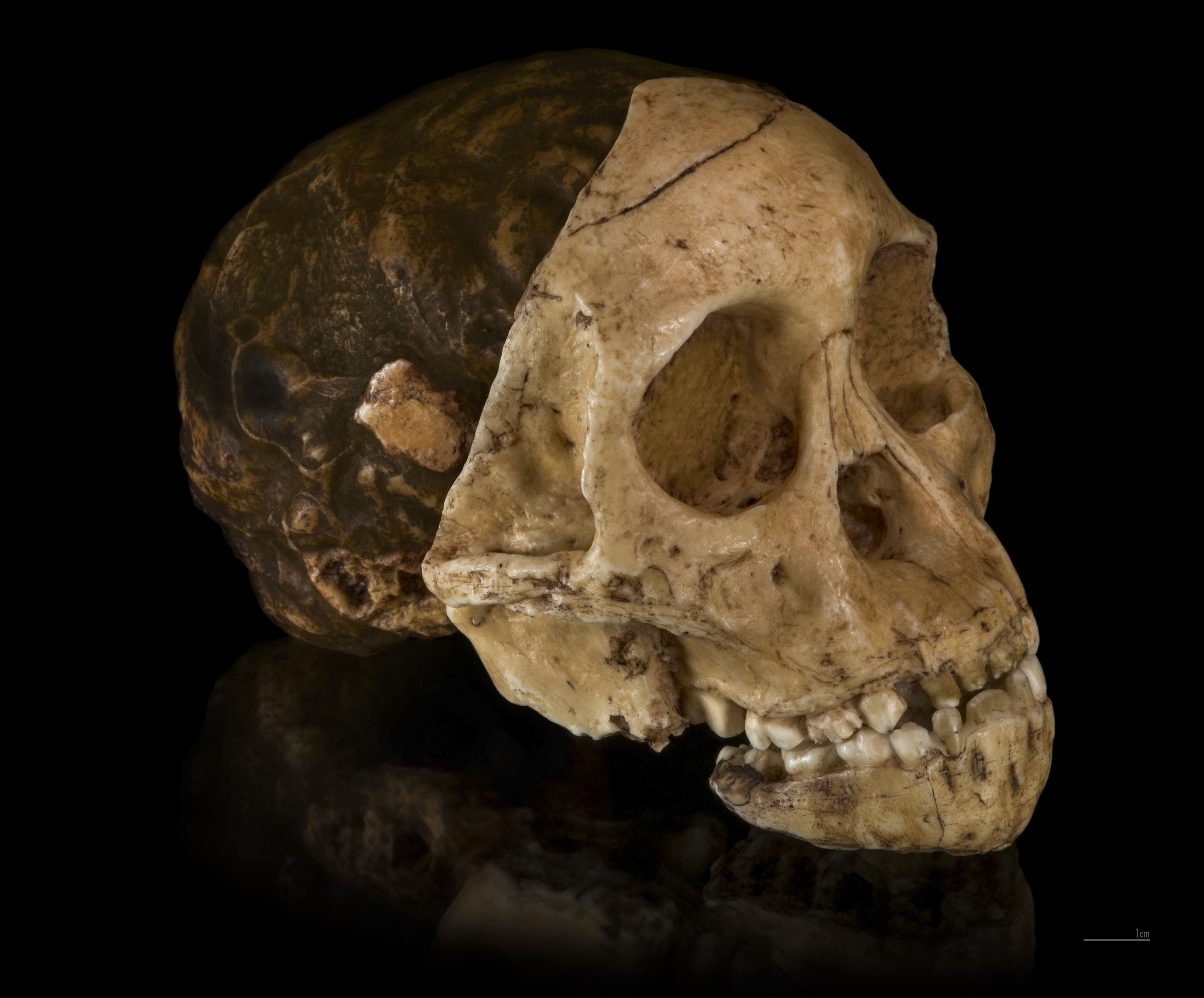
Copilul din Taung

Copilul din Taung este numit craniul unui om preistoric care a fost găsit în toamna anului  1924 în Africa de Sud lângă localitatea Taung.  Acest un craniu fosil care are vechimea de peste două milioane de ani.
Raymond Dart, a fost un anatom la universitatea University of the Witwatersrand din Johannesburg, el recunoaște importanța acestei descoperiri și o va publica în anul 1925 în revista Nature sub numele speciei și genului Australopithecus africanus. Așa numitul „Copilul din Taung“ a fost în acel timp cea mai veche fosilă umană care a confirmat teoria lui Charles Darwin care presupune că strămoșul omului provine din Africa și nu din Asia, așa cum presupuneau prin anul 1920 majoritatea antropologilor vremii. 